# 青森市立戸山中学校
青森市立戸山中学校（あおもりしりつ とやまちゅうがっこう）は、青森県青森市にある公立中学校。所在地は赤坂1丁目1-1。

## 概要
課外活動が盛んで、部活動ではサッカー部が中学サッカージュニアユースの第二代表に2006年選ばれている（第一代表は青森山田中学校）。また、野球部、サッカー部、ソフトボール部が強豪である。野球部は18年度秋季大会で、県一になった。その他の部活も、市の優勝などをしている。

## 沿革
- 1984年（昭和59年）
  - 4月1日 - 浜館小学校学区の一部と戸山西小学校学区を通学区域とし、現在地に校舎新築し、発足。
  - 4月2日 - 校章制定。
  - 4月7日 - 開校と入学の両式典挙行。同日、父母と教師の会発足。
  - 4月21日 - 校歌制定。
  - 4月25日 - 校旗樹立。
  - 5月8日 - 校庭整地完了。
  - 6月23日 - 開校記念式典挙行。
- 1985年（昭和60年）3月15日 - 同窓会設立。
- 1986年（昭和61年）4月1日 - 原別小学校学区の一部を通学区域に編入。
- 1987年（昭和62年）7月15日 - 水泳プール竣工。
- 1991年（平成3年）12月12日 - 視聴覚室へコンピュータ11台設置。
- 1993年（平成5年）10月22日 - 創立10周年記念式典挙行。
- 1994年（平成6年）3月31日 - 図書室を普通教室に改造。
- 2002年（平成14年）4月1日 - 通学区域変更により、本校の一部学区を佃中学校の学区へ編入[1]。

## 学区
戸崎、戸山（字赤坂、字安原の一部、字宮崎、字荒井）、駒込、沢山、古館字大柳、浜館（字科、字見取、字間瀬の一部）、田屋敷、桑原、小柳字桂、虹ケ丘（1丁目・2丁目）、浜館（1丁目～6丁目）、古館1丁目の一部、蛍沢（1丁目～4丁目）、赤坂（1丁目・2丁目）、月見野1丁目

## 周辺
- 戸山ニュータウン
- 赤川
- 青森市戸山市民センター
- 青森市立戸山中央公園
  - 周辺ではないが、赤川をはさんだ対岸側に青森市立戸山西小学校もある。

## アクセス
- 青森市営バス「戸山団地北赤坂市民館前」バス停下車後、約105m・約2分。

## 参考資料
- 『新青森市史 別編教育（別巻） 年表・学校沿革』（青森市鉄道2000年3月発行）「学校沿革 （二）中学校」248頁「戸山中学校 変遷」